# Klaus Rifbjerg (dokumentarfilm)
|  | Denne artikel er oprettet af botten Steenthbot ud fra en ekstern database. Den kan derfor have sproglige fejl eller mangler. Denne skabelon kan fjernes efter kontrol af indholdet. |

Klaus Rifbjerg er en dansk portrætfilm fra 1975 instrueret af Jørgen Leth efter eget manuskript.

## Handling
Instruktøren selv om filmen: Denne portrætfilm skal give besked om mennesket bag bøgerne, om synspunkterne bag teksterne, om forfatterens opfattelse af sin egen rolle og sit værks betydning. Derimod vil den ikke forsøge at komme med et autoritativt og udtømmende udsagn om forfatteren, den vil ikke give en kritisk gennemgang af forfatterskabet eller en stillingtagen til dets indhold, den afstår fra at presse et sæt vurderinger ned over publikum. I stedet vil den prøve at tilfredsstille almindelig nysgerrighed ved at fremvise forfatterpersonen 'som han er' i hans daglige omgivelser og gøremål nogle tilfældige sommerdage 1974.

## Medvirkende
- Klaus Rifbjerg